# Мурхін
Мурхін (нім. Murchin) — громада в Німеччині, розташована в землі Мекленбург-Передня Померанія. Входить до складу району Передня Померанія-Грайфсвальд. Складова частина об'єднання громад Цюссов.
Площа — 46,27 км2. Населення становить 760 ос. (станом на 31 грудня 2020).